# A Different Breed of Killer
A Different Breed of Killer ist eine Deathcore-Band, die 2006 in Knoxville, Tennessee (USA) gegründet wurde. Sie veröffentlichten ihr Debütalbum  I, Colossus am 29. April 2008.

## Geschichte
Die Band wurde im Oktober 2006 gegründet und durch das Spielen von einigen Konzerten, erhöhte A Different Breed of Killer ihren Bekanntheitsgrad in der Deathcore-Szene. Nach weniger als einem Jahr unterschrieb die Band einen Vertrag bei Rise Records und veröffentlichte I, Colossus, welches insgesamt positive Bewertungen erhielt. Die Band ging mit Bands wie Whitechapel, Through the Eyes of the Dead, und Impending Doom auf Tour.
Im Anschluss dessen kündigte A Different Breed Of Killer an, dass man das zweite Album mit dem Namen „The City“ vorbereite. Das Album wird von Schlagzeuger Nija Walker produziert, welcher bereits acht Jahre lang Aufnahmetechnik studierte und schon zusammen mit Mastering-Experte Seva bei SoundCurrent Mastering in Knoxville arbeitete. Auch wird das Album von Jamie King (Between the Buried and Me) in The Basement Recording in Winston-Salem gemastert. Das besondere an den Aufnahmen wird sein, dass das Album  Dolby Digital 5.1 Surround Sound erscheinen wird. Laut Band sei dies „das erste Mal, dass dies mit einem Death-Metal-Album passiert.“
Auch verkündete die Band, dass sie sich von Rise Records getrennte habe und man für das neue Album ein neues Label suche.
Zu Beginn des Jahres 2010 gingen Gerüchte umher, dass sich die Band getrennt habe. Diese wurden jedoch nicht bestätigt. Auf der Facebook-Seite der Band verkündeten sie im Mai 2010, dass sie die Tonspur für das Schlagzeug aufnehmen würden. Seitdem gab es keine weiteren Neuigkeiten über den Stand des Albums oder der Band. Gerüchte über die Trennung der Band wurden bisher weder bestätigt noch dementiert.

## Stil
Der Klang der Band wird als eine Mischung aus Grindcore, Metalcore und Death Metal beschrieben. Charakteristisch ist die Aggressivität der Stücke sowie die für den Deathcore typischen Breakdowns.

## Diskografie
- 2007: 07 Demo/Soundlair Demo (Demo)
- 2008: I, Colossus (Album)